# 1. évezred
| Évezredek i.e. | 10. | 9. | 8. | 7. | 6. | 5. | 4. | 3. | 2. | 1. | Időszámítás kezdete | 1. | 2. | 3. | 4. | 5. | 6. | 7. | 8. | 9. | 10. | Évezredek i.sz. |

## Események
- A keresztény vallás kezdete.
- Az iszlám vallás kezdete.
- A klasszikus maja kor.
- Az Alexandriai könyvtár, az ókor legnagyobb könyvtárának megszületése.
- A Római Birodalom virágzása és bukása.
- A középkor kezdete.
- Viking támadások szerte Észak-Európában 800–1000-ig.
- Magyar honfoglalás.

## Híres személyek
- Augustus, római császár.
- Jézus Krisztus
- Plutarkhosz, görög történész.
- Caj Lun, a papír feltalálója.
- Csang Heng, kínai csillagász matematikus.
- Ptolemaiosz, görög csillagász matematikus (i. sz. 150).
- I. Constantinus római császár.
- Attila hun király.
- Mohamed, az iszlám vallás alapítója.
- Nagy Károly, frank császár.
- al-Khvarizmi, arab matematikus.

## Találmányok felfedezések
- A papír feltalálása Kínában.
- Az algebra feltalálása a Közel-Keleten.
- A lovaglás eszközeinek tökéletesítése, a patkó és a kengyel kifejlesztése.
- A komló első alkalmazása a sör készítésében.
- Ptolemaiosz rendszerének alkalmazása a bolygók mozgásának leírására.
- A sakk kifejlődése és széles körű elterjedése.
- Az iránytű kifejlesztése.
- Az acél használatának kezdete Indiában.

## Fordítás
- Ez a szócikk részben vagy egészben  a(z)   1st millennium című angol Wikipédia-szócikk fordításán alapul.  Az eredeti cikk szerkesztőit annak laptörténete sorolja fel. Ez a jelzés csupán a megfogalmazás eredetét és a szerzői jogokat jelzi, nem szolgál a cikkben szereplő információk forrásmegjelöléseként.